# 府中多摩スタジオ
府中多摩スタジオ（ふちゅうたまスタジオ）は、東京都府中市に所在した映画スタジオである。讀賣テレビ放送の「多摩スタジオ」とは一切関連はない。
かつては大映テレビが所有しており、テレビドラマの量産の拠点となっていた。他社撮影所と比べて小規模であるが、中河原駅周辺のエリアがドラマのロケにて頻繁に使用された。
その後大映テレビ以外の会社の作品に使われる比率が増えた。後に大映テレビの経営から離脱し、「有限会社府中多摩スタジオ」となった。
2008年1月頃にスタジオが取り壊された。

## 撮影作品
- MAGISTER NEGI MAGI 魔法先生ネギま!
- はだしのゲン（2007年テレビ版）
- 海猿（フジテレビTV版）
- ダンドリ。（2006年フジテレビ）
- 世にも奇妙な物語（2007年秋の特別編（ゴミ女）フジテレビ）
- 佐賀のがばいばあちゃん（フジテレビTV版）

座標: 北緯35度39分45秒 東経139度27分35秒 / 北緯35.662377度 東経139.459592度